# Марко Маркіонні
Марко Маркіонні (італ. Marco Marchionni, нар. 22 липня 1980, Монтеротондо) — італійський футболіст, що грав на позиції півзахисника. По завершенні ігрової кар'єри — тренер. З 2020 року — головний тренер клубу «Фоджа».
Виступав, зокрема, за клуби «Парма», «Ювентус» та «Фіорентина», а також національну збірну Італії.

## Клубна кар'єра
Народився 22 липня 1980 року в місті Монтеротондо. Вихованець футбольної школи однойменного клубу, у складі якого і дебютував на дорослому рівні 1997 року, провів один сезон у Серії D, взявши участь у 29 матчах чемпіонату.
Влітку 1998 року Маркіонні перейшов у «Емполі», у складі якого дебютував у Серії А в матчі проти «Роми» (1:1) 31 січня 1999 року. Цей матч так і залишився єдиним для Марко у тому сезоні, а його команда посіла 18 місце і вилетіла до другого дивізіону. Там Маркіонні став стабільніше виходити на поле і а два роки зіграв 54 матчі, забивши 5 голів. Крім цього у 2000 році він виграв турнір Віареджо з молодіжною командою.
2001 року Маркіонні перейшов у «Парму», за яку у першому сезоні зіграв 31 матч в усіх турнірах і виграв з командою Кубок Італії, зігравши в тому числі у першій фінальній грі. та «П'яченца». Протягом цих років виборов титул володаря Кубка Італії. Втім у другому сезоні Марко став набагато рідше виходити на поле і у січні 2003 року до кінця року був відданий в оренду в «П'яченцу».

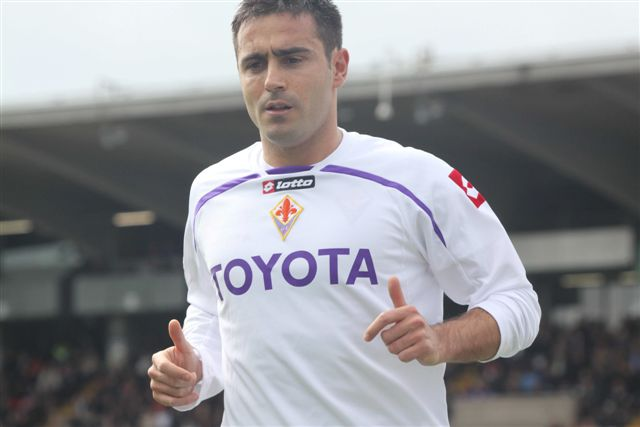
Марко Маркіонні під час виступів за «Фіорентину». 2010 рік.

Повернувшись до «Парми», яка опинилась у складній ситуації через викриття фінансових махінацій її головного спонсора компанії Parmalat, Маркіонні став основним гравцем і після сезону, в якому за 32 матчі він забив 5 голів, він допоміг команді посісти п'яте місце, а в листопаді 2003 року також отримав перший виклик до національної збірної. У наступні роки Марко залишався одним з лідерів клубу, зігравши загалом понад 100 матчів за клуб у чемпіонаті.
Сезон 2005/06 був непоганим для Маркіонні, він закінчив сезон з 31 матчами і 4 голами в Серії А. Його талант і відносно молодий вік привернули до себе увагу «Ювентуса». Марко приєднався до своєї нової команди на правах вільного агента в червні 2006 року. Тоді ж команду через Кальчополі було відправлено до Серії Б і Маркіонні допоміг «зебрам» у першому ж сезоні посісти перше місце і повернутись в еліту, не зважаючи на штраф у 9 очок. Втім заграти у складі туринської команди в Серії А Маркіонні не зміг через чисельні травми, провівши за два наступні сезони лише 38 матчів у Серії А.
15 липня 2009 року Маркіонні було придбано «Фіорентиною» за 4,5 мільйона євро в рамках переходу Феліпе Мело в зворотному напрямку. У складі «фіалок» Марко достатньо стабільно виступав у перші два сезони, але в третьому втратив місце у команді і по його завершенні контракт з гравцем не було продовжено.
14 вересня 2012 року Маркіонні повернувся до «Парми», де був основним гравцем, а у сезоні 2013/14 також неодноразово носив капітанську пов'язку.
27 серпня 2014 року він перейшов до «Сампдорії» як частина угоди по переходу Андреа Кости до «Парми». 24 вересня він дебютував за нову команду у матчі чемпіонату проти «К'єво» (2:1). Це гра так і залишилась єдиною у чемпіонаті за лігурійську команду, а також останньою для Марко у вищому італійському дивізіоні. 31 серпня 2015 року він перейшов до «Латини» з Серії Б, де провів два сезони, а завершив ігрову кар'єру у команді «Каррарезе» з Серії С, за яку виступав протягом сезону 2017/18 років.

## Виступи за збірні
Протягом 2000—2002 років залучався до складу молодіжної збірної Італії, у складі якої поїхав на молодіжний чемпіонат Європи 2002 року у Швейцарії, де його команда дійшла до півфіналу. Всього на молодіжному рівні зіграв у 18 офіційних матчах, забив 2 голи.
12 листопада 2003 року дебютував в офіційних іграх у складі національної збірної Італії у товариському матчі проти Польщі (1:3), а через чотири дні зіграв і у товариському матчі з Румунією (1:0).
На чемпіонаті світу 2006 року в Німеччині Маркіонні був одним із чотирьох резервних гравців, вибраних Марчелло Ліппі, який мав би замінити когось із основних 23-ох у випадку травми. Однак ніхто із заявки не вибув і Маркіонні не брав участі у фінальному турнірі, таким чином, не отримав золотої медалі.
Незважаючи на те, що в сезоні 2006/07 Маркіонні грав у Серії Б з «Ювентусом», він отримав черговий виклик до збірної Італії у вересні 2006 року і провів свою третю гру за збірну, вже під керівництвом Роберто Донадоні, вийшовши на поле у домашньому матчі проти Литви (1:1) в рамках відбору на чемпіонат Європи 2008 року.
30 серпня 2009 року його знову викликав до збірної Ліппі після трирічної перерви і Маркіонні провів свою четверту гру, яка відбулась в рамках відбору на чемпіонат світу з футболу 2010 року проти Грузії 5 вересня. Згодом у листопаді того ж року Маркіонні зіграв ще у двох товариських матчах, які і стали останніми для Марко у футболці збірної. Всього протягом кар'єри у національній команді, яка тривала 7 років, провів у її формі 6 матчів.

## Кар'єра тренера
По завершенні кар'єри гравця Марчіонні погодився залишитися в «Каррарезе», ставши помічником головного тренера Сільвіо Бальдіні.

## Статистика виступів

### Статистика клубних виступів
| Сезон                  | Команда                | Чемпіонат              | Чемпіонат | Чемпіонат | Національний кубок | Національний кубок | Національний кубок | Континентальні кубки | Континентальні кубки | Континентальні кубки | Інші змагання | Інші змагання | Інші змагання | Усього | Усього |
| Сезон                  | Команда                | Ліга                   | Ігор      | Голів     | Ліга               | Ігор               | Голів              | Ліга                 | Ігор                 | Голів                | Ліга          | Ігор          | Голів         | Ігор   | Голів  |
| ---------------------- | ---------------------- | ---------------------- | --------- | --------- | ------------------ | ------------------ | ------------------ | -------------------- | -------------------- | -------------------- | ------------- | ------------- | ------------- | ------ | ------ |
| 1997–98                | «Монтеротондо»         | D                      | 29        | 4         | КI-D               | -                  | -                  | -                    | -                    | -                    | -             | -             | -             | 29     | 4      |
| 1998–99                | «Емполі»               | A                      | 1         | 0         | КІ                 | 0                  | 0                  | -                    | -                    | -                    | -             | -             | -             | 1      | 0      |
| 1999–00                | «Емполі»               | B                      | 19        | 2         | КІ                 | 4                  | 1                  | -                    | -                    | -                    | -             | -             | -             | 23     | 3      |
| 2000–01                | «Емполі»               | B                      | 35        | 3         | КІ                 | 1                  | 0                  | -                    | -                    | -                    | -             | -             | -             | 36     | 3      |
| Усього за «Емполі»     | Усього за «Емполі»     | Усього за «Емполі»     | 55        | 5         |                    | 5                  | 1                  |                      | -                    | -                    |               | -             | -             | 60     | 6      |
| 2001–02                | «Парма»                | A                      | 20        | 0         | КІ                 | 3                  | 2                  | КУЄФА                | 8                    | 1                    | -             | -             | -             | 31     | 3      |
| 2002-січ. 2003         | «Парма»                | A                      | 5         | 0         | КІ                 | 3                  | 0                  | КУЄФА                | 0                    | 0                    | -             | -             | -             | 8      | 0      |
| січ.-черв. 2003        | «П'яченца»             | A                      | 16        | 1         | КІ                 | 0                  | 0                  | -                    | -                    | -                    | -             | -             | -             | 16     | 1      |
| 2003–04                | «Парма»                | A                      | 32        | 5         | КІ                 | 0                  | 0                  | КУЄФА                | 3                    | 1                    | -             | -             | -             | 34     | 6      |
| 2004–05                | «Парма»                | A                      | 24        | 4         | КІ                 | 1                  | 0                  | КУЄФА                | 7                    | 2                    | -             | -             | -             | 32     | 6      |
| 2005–06                | «Парма»                | A                      | 31        | 4         | КІ                 | 0                  | 0                  | -                    | -                    | -                    | -             | -             | -             | 31     | 4      |
| 2006–07                | «Ювентус»              | B                      | 25        | 1         | КІ                 | 3                  | 1                  | -                    | -                    | -                    | -             | -             | -             | 28     | 2      |
| 2007–08                | «Ювентус»              | A                      | 11        | 1         | КІ                 | 3                  | 1                  | -                    | -                    | -                    | -             | -             | -             | 14     | 2      |
| 2008–09                | «Ювентус»              | A                      | 27        | 1         | КІ                 | 4                  | 2                  | ЛЧ                   | 5                    | 0                    | -             | -             | -             | 36     | 3      |
| Усього за «Ювентус»    | Усього за «Ювентус»    | Усього за «Ювентус»    | 63        | 3         |                    | 10                 | 4                  |                      | 5                    | 0                    |               | -             | -             | 78     | 7      |
| 2009–10                | «Фіорентина»           | A                      | 28        | 6         | КІ                 | 1                  | 0                  | ЛЧ                   | 6                    | 1                    | -             | -             | -             | 35     | 7      |
| 2010–11                | «Фіорентина»           | A                      | 24        | 1         | КІ                 | 2                  | 1                  |                      | -                    | -                    |               | -             | -             | 26     | 2      |
| 2011–12                | «Фіорентина»           | A                      | 8         | 0         | КІ                 | 0                  | 0                  |                      | -                    | -                    |               | -             | -             | 8      | 0      |
| Усього за «Фіорентину» | Усього за «Фіорентину» | Усього за «Фіорентину» | 60        | 7         |                    | 3                  | 1                  |                      | 6                    | 1                    |               | -             | -             | 69     | 9      |
| 2012–13                | «Парма»                | A                      | 28        | 1         | КІ                 | 1                  | 0                  | -                    | -                    | -                    | -             | -             | -             | 29     | 1      |
| 2013–14                | «Парма»                | A                      | 32        | 1         | КІ                 | 1                  | 0                  | -                    | -                    | -                    | -             | -             | -             | 33     | 1      |
| Усього за «Парму»      | Усього за «Парму»      | Усього за «Парму»      | 172       | 15        |                    | 9                  | 2                  |                      | 18                   | 4                    |               | -             | -             | 199    | 21     |
| 2014–15                | «Сампдорія»            | A                      | 1         | 0         | КІ                 | 2                  | 0                  | -                    | -                    | -                    | -             | -             | -             | 3      | 0      |
| 2015–16                | «Латина»               | B                      | 6         | 0         | КІ                 | 0                  | 0                  | -                    | -                    | -                    | -             | -             | -             | 6      | 0      |
| 2016–17                | «Латина»               | B                      | 0         | 0         | КІ                 | 0                  | 0                  | -                    | -                    | -                    | -             | -             | -             | 0      | 0      |
| 2017–18                | «Каррарезе»            | C                      | 5         | 0         | КI-C               | 1                  | 0                  | -                    | -                    | -                    | -             | -             | -             | 6      | 0      |
| Усього за кар'єру      | Усього за кар'єру      | Усього за кар'єру      | 407       | 35        |                    | 30                 | 8                  |                      | 29                   | 5                    |               | -             | -             | 466    | 48     |

### Статистика виступів за збірну
| Дата       | Місто   | Господарі | Результат | Гості      | Турнір            | Голи | Примітки |
| ---------- | ------- | --------- | --------- | ---------- | ----------------- | ---- | -------- |
| 12-11-2003 | Варшава | Польща    | 3 – 1     | Італія     | товариський матч  | -    | 55'      |
| 16-11-2003 | Анкона  | Італія    | 1 – 0     | Румунія    | товариський матч  | -    | 55'      |
| 2-9-2006   | Неаполь | Італія    | 1 – 1     | Литва      | Відбір до ЧЄ 2008 | -    | 61'      |
| 5-9-2009   | Тбілісі | Грузія    | 0 – 2     | Італія     | Відбір до ЧС 2010 | -    | 58'      |
| 14-11-2009 | Пескара | Італія    | 0 – 0     | Нідерланди | товариський матч  | -    | 87'      |
| 18-11-2009 | Чезена  | Італія    | 1 – 0     | Швеція     | товариський матч  | -    | 78'      |
| Усього     |         | Матчів    | 6         |            | Голів             | 0    |          |

## Титули і досягнення
- Володар Кубка Італії (1):

«Парма»: 2001/02